# Roustabout (album)
Roustabout er en LP-plade med Elvis Presley, udsendt på RCA med nummeret RCA LSP-2999.
Albummet rummer soundtracket fra Presley-filmen Roustabout og kom på gaden i november 1964, stort set samtidig med premieren på filmen. 

## Personerne bag albummet
Folkene bag LP'en er:
- Joseph Lilley, producer
- Elvis Presley, sang
- Scotty Moore, guitar
- Barney Kessel, guitar
- Tiny Timbrell, guitar
- William (Billy) E. Strange, guitar
- Floyd Cramer, klaver
- Dudley Brooks, klaver
- Ray Siegel, bas
- Bob Moore, bas
- D.J. Fontana, trommer
- Hal Blaine, trommer
- Murrey "Buddy" Harman, trommer
- Bernie Mattinson, trommer
- Homer "Boots" Randolph, saxofon
- The Jordanaires, kor
- The Mello Men, kor

## Sangene
Filmens 11 sange blev alle indspillet i perioden 2. marts til 29. april 1964 hos Radio Recorders i Hollywood, og samtlige sange i filmen var sunget af Elvis Presley.
LP'en indeholdt følgende sange:

### Side 1
- "Roustabout" (Bernie Baum, Bill Giant, Florence Kaye)

indspillet 29. april 1964
- "Little Egypt" (Jerry Leiber, Mike Stoller)

indspillet 2. marts 1964
- "Poison Ivy League" (Bernie Baum, Bill Giant, Florence Kaye)

indspillet 2. marts 1964
- "Hard Knocks" (Joe Byers)

indspillet 2. marts 1964
- "It's A Wonderful World" (Roy C. Bennett, Sid Tepper)

indspillet 2. marts 1964
- "Big Love, Big Heartache" (Dolores Fuller, Lee Morris, Sonny Hendrix)

indspillet 3. marts 1964

### Side 2
- "One Track Heart" (Bernie Baum, Bill Giant, Florence Kaye)

indspillet 3. marts 1964
- "It's Carnival Time" (Ben Weisman, Sid Wayne)

indspillet 3. marts 1964
- "Carny Town" (Fred Wise, Randy Starr)

indspillet 3. marts 1964
- "There's A Brand New Day On The Horizon" (Joy Byers)

indspillet 3. marts 1964
- "Wheels On My Heels" (Roy C. Bennett, Sid Tepper)

indspillet 3. marts 1964
"There's A Brand New Day On The Horizon" er en omskrivning af den gamle smædevise fra den amerikanske borgerkrig, "John Brown's Body" (komponeret af William Steffe), som senere blev til "Battle Hymn Of The Republic" med tekst af Julia Ward Howe.

## Sangen, der ikke kom med
Sangen "I'm a Roustabout" (en anden sang end titelnummeret og skrevet af Otis Blackwell og Winfield Scott) blev optaget samtidig, men ikke brugt i filmen. Den blev i mange år anset for at være gået tabt, men blev fundet i starten af dette århundrede og derpå udsendt af RCA i 2003 på CD'en "2nd to None".